# Асгард (Marvel Comics)

Страница из комикса: изображение чертога Хеймдалля и его самого, стоящего на радужном мосту.

Асга́рд (англ. Asgard) — вымышленный мир во вселенной Marvel Comics, созданный на основе одноимённого небесного города из германо-скандинавской мифологии. Асгард занимает видное место как в комиксах о Торе, так и во всей вселенной Marvel.

## Вымышленная история
Согласно асгардианским легендам, в начале, когда не было ничего — ни людей, ни богов — образовались два мира, которые заняли две противоположные стороны силы. Один из них был на севере и был назван Нифльхейм — обитель льда, в центре которого появился фонтан Хвельгельмир, из которого текли двенадцать ледяных рек. Другой был на юге и получил имя Муспельхейм — огненная земля, и изобиловал огненными реками. В итоге, тёплый воздух с юга, соединившись со льдами севера, образовал первое живое существо — Имира, который стал отцом всех гигантов, а когда Аудумла — корова, появившаяся изо льда — лизнула покрытую инеем глыбу льда, от тепла её языка появился Бури — прародитель асов. У Бури был сын Бёрр, который взял в жёны великаншу Бестлу. У Бёрра и Бестлы было три сына — Один, Вили и Ве, последний из которых был также известен как Ас. Он и его братья возненавидели гигантов и убили Имира, а из его крови образовалось большое море. Один и его братья подняли тело Имира из моря и создали Мидгард между Нифльхеймом и Муспельхеймом. Из костей Имира они создали горы, а из волос — деревья. Затем они подняли череп Имира и создали из него небесный свод. В черепе были огненные искры из Муспельхейма, которые когда-то дали Имиру жизнь, а теперь создали звёзды, солнце и луну. Когда Мидгард был завершён, Один и его братья создали над ним дом для себя и назвали его Асгард. Между двумя мирами образовался радужный мост, который они назвали Биврёст.
Один раз в год Один должен взять Один-сон, чтобы восстановить силы. В это время Асгард уязвим для атак со стороны своих многочисленных врагов, в первую очередь приемного сына Одина, Локи. Сначала Локи берет на себя командование Асгардом во время Один-сна, используя свое право как «сына» Одина, прежде чем Тор сможет это потребовать, но сбежал, когда Мангог вторгся в Асгард, когда он понял, что этот новый враг слишком силен. Локи позже узурпировал трон Асгарда, захватив Одинринга, но снова убежал, когда Асгард был захвачен огненным демоном Суртуром.
Трон Асгарда позже переходит к Тору после того, как Суртур убил Одина в битве, когда демон вторгается на Землю.
Было предсказано, что сын Одина, Локи, ввергнет Асгард в войну с их врагами и положит начало Рагнарёку — гибели богов и разрушению Асгарда. Это случилось, когда Локи отправился к кузнецу, выковавшему молот Тора Мьёльнир, чтобы тот сделал ему молоты для его армии. В результате битвы Асгард был уничтожен вместе со всеми его жителями. После Рагнарёка доктор Дональд Блек пробуждает Тора от «пустоты небытия». Тор возвращается на Землю и восстанавливает Асгард за пределами Брокстона, штат Оклахома, купив огромный участок земли. Тор ищет богов и богинь Асгарда, которые возродились в теле смертных мужчин и женщин.
Асгард разрушается ещё раз во время событий, известных как осада Асгарда. Норман Озборн, захвативший контроль над организацией Щ. И. Т. во время Тайного вторжения, стремится стереть Асгард с земли США, чтобы полностью захватить власть. Озборн вместе с Тёмными Мстителями вторгаются в город, но их вторжение сдерживают объединившиеся под командованием Стива Роджерса Мстители, однако Асгард был разрушен Часовым. Сразу же после осады Тор размещает чертог Хаймдалла на вершине Башни Старка в знак солидарности с Мидгардом и в качестве благодарности Мстителям.
Тор восстанавливает Одина на троне(сначала Тор покинул трон из-за понятной причины смерти деда, но потом вернулся), когда в девять миров вторгаются «Пожиратели Миров». Однако, после того, как Тор и давно забытый брат Одина Кул убили друг друга в битве во время события «Сам страх», Один передает контроль над Асгардом ванирам, возглавляемым «Всеобщей Матерью», триумвиратом женщин, божества, состоящие из Фрейи, Геи и Идунн. Компания Тони Старка, Stark Resilient, затем перестраивает Асгард над Брокстоном, штат Оклахома, где он переименован в «Асгардию».
Во время сюжетной линии «Первородного греха» выясняется, что в Асгарде есть Десятое царство под названием Хевен, населенное ангелами. Он был отрезан от остальных миров после нападения ангелов на Асгард, которое привело к очевидной смерти младенца Анджелы.
Позже Асгард учредил Конгресс Миров, который состоит из представителей Девяти миров. После того, как Хевен был реинтегрирован с другими Царствами, представители Хевена начали появляться как члены Конгресса Миров.

## География

### Девять миров
- Альфахейм — дом светлых альвов, занимает отдельную область в мире Асгарда.
- Асгард — дом асов. Является названием мира, объединяющего в себе несколько миров.
- Хель — царство мёртвых, территория правительницы Хелы.
- Ётунхейм — дом великанов ётунов.
- Мидгард — Земля, место жительства людей. Технически не является частью измерения, в котором находится Асгард, но считается одним из девяти миров и соединён с ним радужным мостом.
- Муспельхейм — огненная земля, дом демонов, охраняется великаном Суртом.
- Нидавеллир — дом гномов. Располагается отдельно от планетоида Асгарда.
- Свартальфхейм — место жительства тёмных эльвов.
- Ванахейм — место жительства ванов, которые сходны с асами. Ванахейм отделён от планетоида Асгарда, но считается частью девяти миров.

### Другие регионы
- Нифльхейм — царство мёртвых, но не имеет отношения к Хеле, а является местом нахождения изгнанных и обесчещенных.
- Валгалла — царство погибших доблестных воинов, находится в различных регионах Асгарда.
- Хевен — царство ангелов и забытый десятый мир упомянутый в «Первородном Грехе». Так именно здесь родилась Анжела, но в младенчеством возрасте Анжелы Один отрезал этот мир от остальных мирах так далеко, как только возможно.

## Расы
В пределах планетоида Асгарда проживает шесть рас существ:
- Асгардианцы
  - Асы — Амора Чародейка, Бальдир, Бёрр[5], Бури[5], Брунгильда, Фандралл, Фригга, Хаймдалл, Хермонд , Хиггельгард, Ходер, Кельда, Лоррея, Магни, Мимира, Один, Скредж Палач, Сиф, Тор, Тир, Видар, Вили[5], Ве[5], Волла, Вольштагг, Лорелея.
  - Ваны — Фрей, Фрея[6], Идун, Ньёрд[7], Сигун.
- Демоны — Хринмир[8], Скульвейг,[8], Сартара, Суртур .
- Гномы — Альфгг[9], Брокк, Двалин[9] , Эйтри, Грерр[9] , Тогг[10], Кисель.
- Эльфы
  - Светлые — Грендель[11]
  - Тёмные — Алфлиз, Малекит Проклятый, Алгрим, Аэлтри, Гринмир
- Тролли — Улик
- Ётуны — Ангербода[12], Фанвир,[13] , Фасолт, Герда[14], Гумир, Хела, Лафей[15] , Локи, Скади[16], Скредж Палач, Сольвейг, Утгард-Локи, Имир, Видар
- Другие — Огун, Гримхар, Могул, Урд, Скурд, Верданди

## Характеристики рас
Все расы, проживающие в Асгарде, обладают определёнными сверхчеловеческими особенностями, например, долголетием (хотя фактически они бессмертны, как олимпийцы), замедленным старением после достижения совершеннолетия благодаря периодическому употреблению в пищу золотых яблок Индунн. Асгардианцы сильнее и выносливее, чем обычные люди, их метаболизм усилен, а кости в несколько раз плотнее, что даёт им сверхчеловеческую силу и соответствующую массу тела. Средний асгардианский мужчина может поднять 30 тонн, а средняя женщина — около 25 тонн. Однако они не застрахованы от земных болезней и уязвимы для обычных травм — переломов, ран.
Демоны и огненные существа, как правило, одного роста с асами. Гномы имеют меньший рост и короткие приземистые тела, средняя высота которых составляет 1,2 метра. Альвы значительно отличаются по размерам — от 1,2 до 2,4 метров, преимущественно худощавого телосложения и с непропорционально большими конечностями. Тёмные альвы, как правило, темнее по цвету, чем светлые альвы, и оба имеют магические способности.
Великаны по внешнему виду и строению тела схожи с земными людьми, хотя имеют костную структуру, близкую к неандертальцам. Их отличительной чертой является рост — высота тела среднего ётуна составляет шесть метров, а некоторые могут достигать и девяти метров. Иногда ётуны могут производить потомство, гораздо меньшее по росту, нежели обычный ребёнок великана. Пример тому — Локи, который является сыном великана Лафея, но его рост равен примерно 1,8 метрам.
Тролли являются внешне наименее приближенной к людям расой Асгарда — особенности их тел больше приближены к приматам. Они коренасты, массивны, интенсивно покрыты волосами и имеют склонность к румяному оранжевому цвету. В среднем, они выше асгардианцев, но ниже ётунов и достигают около 2,2 метров в высоту, хотя некоторые тролли значительно выше. Как правило, их физическая сила превышает силу асгардианцев, гномов и альвов и примерно равна силе великанов.

## Флора и фауна

Страница из выпуска Official Handbook of the Marvel Universe: Deluxe Edition #1: Abomination to Batroc’s Brigade (август 1985), иллюстрирующая связь девяти миров Асгарда с мировым древом Иггдрасиля.

### Флора
- Иггдрасиль — мировое древо, представляет собой огромный ясень и имеет большое значение в планетоиде Асгарда. Дерево имеет три корня, которые простираются в другие миры: один в фонтан Хвергельмир в Нифльхейме, другой в источник мудрости Мимира в Йотунхейме, и третий в колодец Вирд в Асгарде[17]. Хотя Мидгард фактически не связан ветвями Иггдрасиля, он расположен в соответствии с древом и всеми остальными мирами. В ограниченной серии комиксов Thor: Blood Oath, Тор вместе с Огуном, Фандралом и Вольштаггом направляются собирать золотые яблоки с ветвей дерева[18]. Однажды на дереве повесился Один и провисел там в течение девяти дней и девяти ночей в качестве жертвы, чтобы получить знание рун. Тор повторил действие своего отца во время Рагнарёка[19]. Позже, Чародейка Амора попыталась уничтожить древо, чтобы освободить тело Скраджа Палача[20].

### Фауна
- Драконы — древние существа, проживающие в Настранде. К ним же относятся Фафнир и Хакурель; во время своих ранних приключений, Тор убил дракона Нидхёгга[21], питающегося корнями Иггдрасиля.[18]
- Орлы — птицы, аналогичные земным орлам, но намного крупнее. Охраняют золотые яблоки на ветвях Иггдрасиля.
- Фенрир — гигантский волк, который, вероятно, является потомком Локи и великанши Ангбоды. В Рагнарёк Фенрир поглотил всё, что осталось от Асгарда после финальной битвы[22].
- Гери и Фреки — два волка, сопровождающие Одина. Фреки покушался на жизнь Тора, когда тот занял трон Асгарда[23].
- Хугин и Мунин — вороны, домашние животные Одина. Помогали Тору найти способ предотвратить Рагнарёк и летали в Хель, чтобы найти Одина[24].
- Рататоск — белка, живущая на Иггдрасиле и доставляющая сообщения от орлов к Ниддхёгу.
- Слейпнир — восьминогий конь Одина. У Тора было восемь коней, кости которых он позже трансформировал в Слейпнира.
- Таннгньостр и Таннгриснир — козлы Тора, которые тянут его колесницу[10].

## Вне комиксов

### Телевидение
- Асгард был представлен в мультсериале 1981 года «Человек-паук и его удивительные друзья», в эпизоде «The Vengeance of Loki». Тор рассказывает Супер-друзьям историю Асгарда.
- Был показан в «The Super Hero Squad Show», где представлен в виде города на воде с радужным мостом, ведущим от Асгарда, до города супергероев. В эпизоде «Oh Brother» Локи убеждает Доктора Дума помочь ему пойти против своей семьи и подготовить вторжение в Асгард.
- Появился в мультсериале «Мстители: Могучие Герои Земли», в эпизоде «The Siege of Asgard», в основу сценария которого легла сюжетная линия «Осады».

### Кино

Асгард в фильме «Тор» (2011)

- Появился в анимационном фильме 2009 года «Халк против Тора»[25].
- Асгард появился в полнометражном фильме 2011 года «Тор», режиссёра Кеннета Брана[26] как и два других фильма. В фильме описывается история Асгарда — противостояние асов и ётунов, а также другие детали, например, древо Иггдрасиль и радужный мост, с помощью которого герои перемещаются в Мидгард и Ётунхейм. Агентство Science & Entertainment Exchange в сотрудничестве с Marvel Entertainment, Кеннетом Брана, физиками Шоном Кэрролом, Кевином Хэндом и Джимом Хартом, а также студентом-физиком Кевином Хикерсоном работали над созданием реалистичного научного представления вселенной Тора, включая Асгард и радужный мост[27]. В третьем фильме будет уничтожен чтобы остановить Хелу которая вернулась после смерти Одина, но Тор восстановит на какой-то местности, на Земле вместе со спасшимися асгардианцами и Халком. Между событиями фильма «Тор: Рагнарёк» и «Мстители: Война Бесконечности», произошло два Рагнарёка означающий гибель Асгарда: Сначала в Асгарде а потом после натиска Таноса от которого вымерло лишь половина населения Асгарда. В фильме «Мстители: Война Бесконечности» показан Нидавеллир который среди выживших был лишь Эйтри, а звезда была нейтронной окруженной сферой чтобы изготовлять оружия. А в «Мстители: Финал» район Норвегии стал «Новым Асгардом», хотя сам Асгард был показан когда Тор и Ракета пытались забрать Камень Реальности.
- Асгард стал местом действия событий анимационного фильма «Тор: Сказания Асгарда»[28].

### Видеоигры
- Появился в игре «Marvel: Ultimate Alliance»[29]. Локи атакует Асгард армией супер-солдат, а Один после сражения с ледяными великанами отправляет Тора на Землю.
- Асгард упоминается в видеоигре «Marvel Super Hero Squad»[30].
- Стал местом действия в игре «Thor: God of Thunder», основанной на полнометражном фильме 2011 года[31].
- Является одним из мест, где происходят бои в игре «Marvel vs. Capcom 3: Fate of Two Worlds».